# Letiště Tri-Cities
Letiště Tri-Cities (IATA: PSC, ICAO: PSC, FAA LID: PSC), anglicky Tri-Cities Airport, je civilní letiště, které se nachází 3 kilometry od města Pasco v americkém státě Washington. Jedná se o třetí největší komerční letiště státu, má tři ranveje.

## Historie
Letiště bylo místem prvního leteckého poštovního spojení mezi Pascem a Elkem v Nevadě v roce 1926. Poté bylo letiště přemistěno na dnešní lokalitu a přejmenováno na Franklin County Airport. Během 2. světové války zde námořnictvo Spojených států amerických postavilo námořní leteckou základnu, kterou po válce i s letištěm prodala městu Pasco, ale ponechalo si právo na výcvik vojáku na letišti. Některé námořnické letouny, například Lockheed P-3 Orion, používaly letiště pro výcvik vzletu a přistání. V roce 1963 se novým vlastníkem stal městský přístav (Port of Pasco), který v roce 1966 dokončil novou budovu terminálu.
V roce 1955 se do staré administrativní budovy letiště nastěhovala nově vzniklá Columbia Basin College, která ji používala až do roku 1966, kdy byla postavena nová budova nedaleko silnice Interstate 182. Později se do budovy nastěhovala střední škola Pasco Alternative High School, ale pouze než budova shořela v osmdesátých letech. Střední škola má nyní své zázemí nedaleko vysoké školy a nese název New Horizons High School.
Podstatná expanze a rekonstrukce přišla v roce 1986, která zahrnovala vylepšení přístupových cest, parkovišť, letadlových parkovacích ramp a zvětšení terminálu na více než dvojnásobnou velikost. V roce 2003 prošlo letiště další expanzí a rekonstrukci, která přidala 280 m² vstupenkové hale a nástupnímu prostoru.

## Současné využití
Terminál na jižním konci letiště patří městskému přístavu a je severním koncem N 20th Avenue. Protipožární služby ale provozuje město Pasco, které postavilo novou hasičskou zbrojnici na půdě terminálu. Staré námořní budovy jsou v severní části letiště a využívá je několik podniků, především Bergstrom Aircraft, která nabízí kurzy létání.

## Aerolinky a destinace
Poslední aktualizace 28. dubna 2024.
| Letecká společnost | Destinace | Destinace                                |
| ------------------ | --------- | ---------------------------------------- |
| Alaska Airlines    | USA       | Los Angeles (od 1. října 2024) · Seattle |
| Allegiant Air      | USA       | Las Vegas · Mesa \| sezónně: Los Angeles |
| American Airlines  | USA       | Phoenix                                  |
| Avelo Airlines     | USA       | Burbank · Santa Rosa                     |
| Delta              | USA       | Minneapolis · Salt Lake City · Seattle   |
| United Airlines    | USA       | Denver · San Francisco                   |